# Weinmannia
Weinmannia är ett släkte av tvåhjärtbladiga växter. Weinmannia ingår i familjen Cunoniaceae.

## Dottertaxa tillWeinmannia, i alfabetisk ordning[1]
- Weinmannia affinis
- Weinmannia aggregata
- Weinmannia anisophylla
- Weinmannia aphanoneura
- Weinmannia apurimacensis
- Weinmannia arguta
- Weinmannia auriculata
- Weinmannia auriculifera
- Weinmannia auriformis
- Weinmannia baccariniana
- Weinmannia baehniana
- Weinmannia balbisana
- Weinmannia bangii
- Weinmannia bojeriana
- Weinmannia boliviensis
- Weinmannia brachystachya
- Weinmannia bradfordiana
- Weinmannia celebica
- Weinmannia chryseis
- Weinmannia cinerea
- Weinmannia clemensiae
- Weinmannia cochensis
- Weinmannia cogolloi
- Weinmannia commersonii
- Weinmannia comorensis
- Weinmannia condorensis
- Weinmannia coodei
- Weinmannia corocoroensis
- Weinmannia costulata
- Weinmannia crassifolia
- Weinmannia croftii
- Weinmannia cundinamarcensis
- Weinmannia cymbifolia
- Weinmannia davidsonii
- Weinmannia decora
- Weinmannia denhamii
- Weinmannia descendens
- Weinmannia descombesiana
- Weinmannia devogelii
- Weinmannia dichotoma
- Weinmannia discolor
- Weinmannia dzieduszyckii
- Weinmannia elliptica
- Weinmannia eriocarpa
- Weinmannia exigua
- Weinmannia eymaeana
- Weinmannia fagaroides
- Weinmannia fraxinea
- Weinmannia furfuracea
- Weinmannia geometrica
- Weinmannia glabra
- Weinmannia glomerata
- Weinmannia guyanensis
- Weinmannia haenkeana
- Weinmannia henricorum
- Weinmannia hepaticarum
- Weinmannia heterophylla
- Weinmannia hildebrantii
- Weinmannia hooglandii
- Weinmannia horrida
- Weinmannia humbertiana
- Weinmannia humblotii
- Weinmannia humilis
- Weinmannia hutchinsonii
- Weinmannia ibaguensis
- Weinmannia icacifolia
- Weinmannia ilutepuiensis
- Weinmannia integrifolia
- Weinmannia jahnii
- Weinmannia jelskii
- Weinmannia karsteniana
- Weinmannia kunthiana
- Weinmannia lansbergiana
- Weinmannia latifolia
- Weinmannia laurina
- Weinmannia laxiramea
- Weinmannia lechleriana
- Weinmannia lentiscifolia
- Weinmannia lopezana
- Weinmannia louveliana
- Weinmannia lowryana
- Weinmannia loxensis
- Weinmannia lucens
- Weinmannia lucida
- Weinmannia luzoniensis
- Weinmannia lyrata
- Weinmannia macgillivrayi
- Weinmannia macrophylla
- Weinmannia madagascariensis
- Weinmannia magnifica
- Weinmannia magnifolia
- Weinmannia mammea
- Weinmannia mariquitae
- Weinmannia marojejyensis
- Weinmannia marquesana
- Weinmannia mauritiana
- Weinmannia microphylla
- Weinmannia minutiflora
- Weinmannia multijuga
- Weinmannia negrosensis
- Weinmannia organensis
- Weinmannia ouaiemensis
- Weinmannia ovata
- Weinmannia paitensis
- Weinmannia parviflora
- Weinmannia parvifoliolata
- Weinmannia pauciflora
- Weinmannia paullinifolia
- Weinmannia pentaphylla
- Weinmannia pinnata
- Weinmannia piurensis
- Weinmannia polyphylla
- Weinmannia portlandiana
- Weinmannia pubescens
- Weinmannia pullei
- Weinmannia purpurea
- Weinmannia racemosa
- Weinmannia raiateensis
- Weinmannia rakotomalazana
- Weinmannia rapensis
- Weinmannia reticulata
- Weinmannia rhoifolia
- Weinmannia richii
- Weinmannia rollottii
- Weinmannia rutenbergii
- Weinmannia samoensis
- Weinmannia sanguisugarum
- Weinmannia serrata
- Weinmannia silvatica
- Weinmannia sorbifolia
- Weinmannia spiraeoides
- Weinmannia spruceana
- Weinmannia stenocarpa
- Weinmannia stenostachya
- Weinmannia subsessiliflora
- Weinmannia sylvicola
- Weinmannia ternata
- Weinmannia testudineata
- Weinmannia tinctoria
- Weinmannia tolimensis
- Weinmannia tomentosa
- Weinmannia tremuloides
- Weinmannia trianaea
- Weinmannia trichosperma
- Weinmannia tuerckheimii
- Weinmannia ulei
- Weinmannia urdanetensis
- Weinmannia vegasana
- Weinmannia velutina
- Weinmannia venosa
- Weinmannia venusta
- Weinmannia wercklei
- Weinmannia vescoi
- Weinmannia vitiensis
- Weinmannia vulcanicola
- Weinmannia ysabelensis
- Weinmannia yungasensis